# آشپزی سامارینی

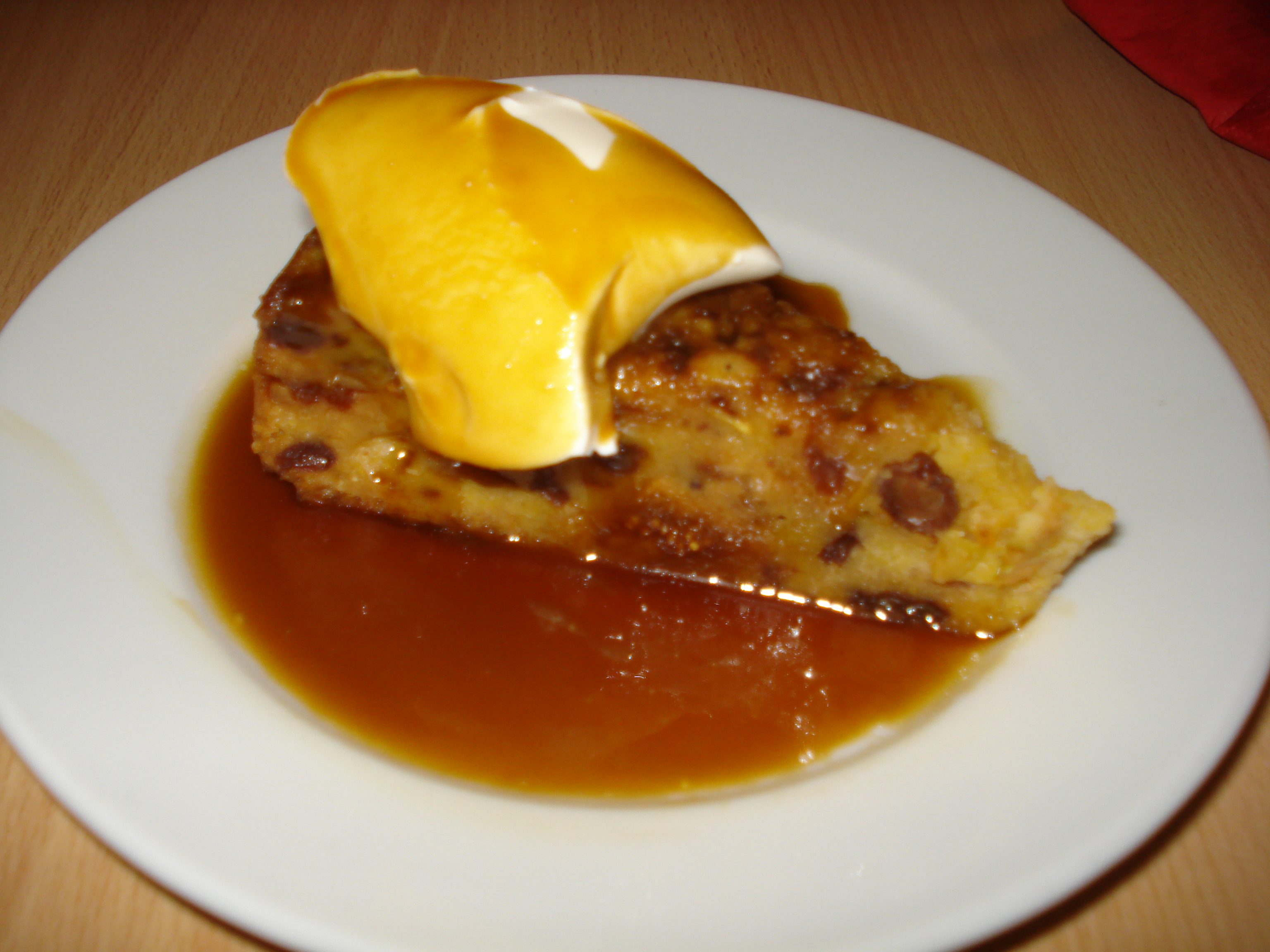
بوسترنگو

آشپزی سامارینی (انگلیسی: Sammarinese cuisine) از آنجا که سان مارینو یک کشور بسیار کوچک است که درون ایتالیا، به‌طور کامل محصور شده در مرزهای خشکی است، آشپزی سامارینی، به ویژه در مناطق همجوار امیلیا-رومانیا و مارکه، شباهت بسیار زیادی با آشپزی ایتالیایی دارد. محصولات کشاورزی اصلی سان مارینو پنیر، شراب، حیوانات اهلی می‌باشند و درست کردن پنیر، فعالیت اقتصادی اصلی در سان مارینو است. سان مارینو در نمایشگاه جهانی (۱۸۸۹)، نمایشگاه جهانی که در پاریس، فرانسه برگزار شد، با سه نمایشگاه از پنیر و روغن شرکت کرد.